# مارك روبرتس (عازف قيثارة)
مارك روبرتس (بالإنجليزية: Mark Roberts)‏ هو عازف قيثارة وكاتب أغاني بريطاني، ولد في 3 نوفمبر 1967.

## وصلات خارجية
- مارك روبرتس على موقع ميوزك برينز (الإنجليزية)
- مارك روبرتس على موقع ديسكوغز (الإنجليزية)